# Antinous

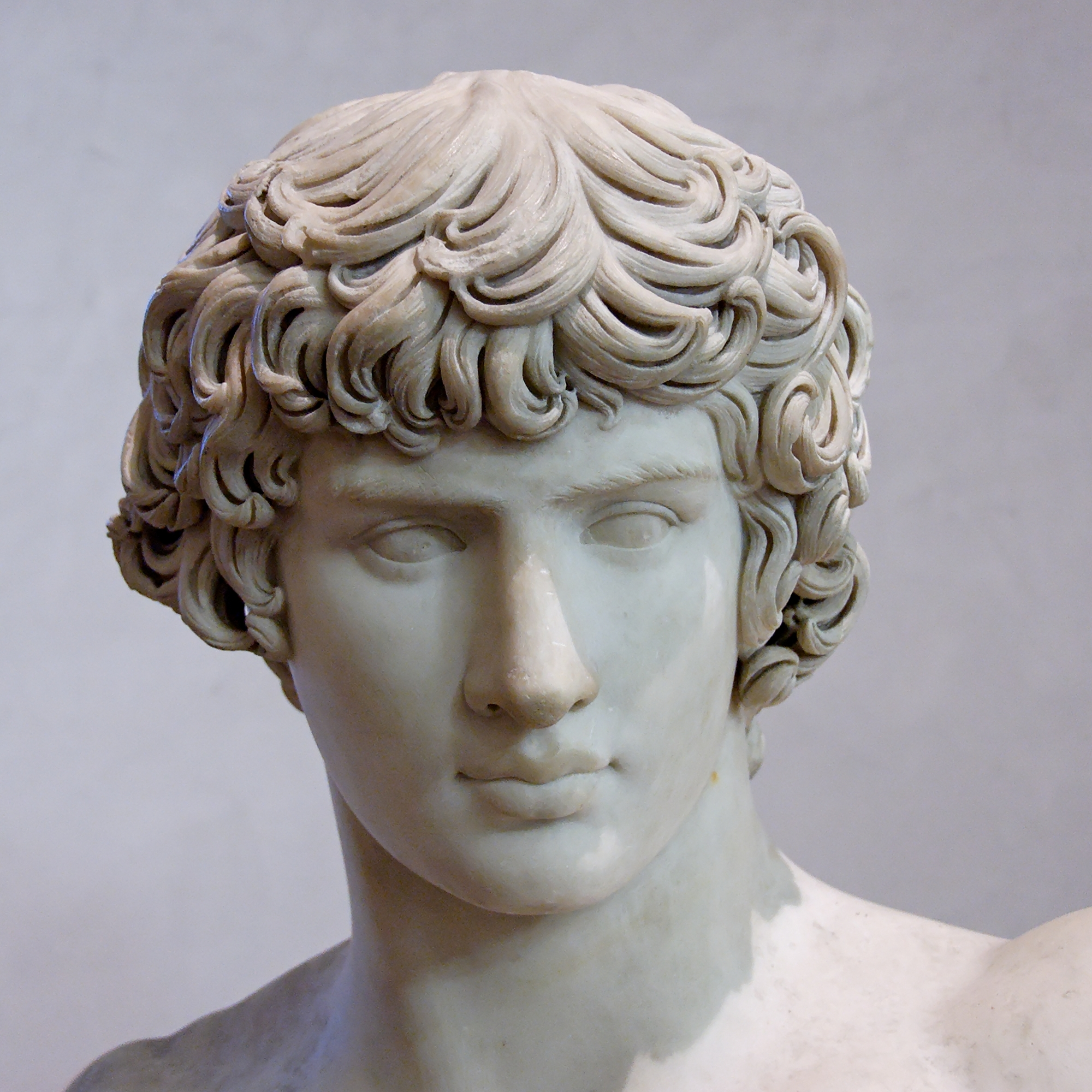
Byst föreställande Antinous.

Antinous eller Antinoos (grekiska: Ἀντίνοος), född omkring 27 november 111 i Bolu, död 30 oktober 130 i Nilen i närheten av Besa, var en vacker ung man från Bithynien i Mindre Asien, kejsar Hadrianus älskling och förtrogne.
Antinous drunknade cirka 20 år gammal i Nilen år 130 e.Kr. Enligt folksägnen offrade han sig för att, enligt tidens tro, kunna förlänga sin herres liv. Hadrianus tog hans död mycket hårt, och grundade till hans ära staden Antinopolis vid Besa, där gunstlingen omkommit, reste förhärligande tempel och statyer samt lät årligen fira en fest till hans minne.

## Antinous i konsten
Antinous gestalt blev ett omtyckt ämne i konsten, och är den sista idealfigur som den antika plastiken skapade. Typen igenkännes på det nedböjda huvudet, omsvallat av rika lockar, med bred panna och rak, ädel näsa, stora, djupt liggande vemodigt drömmande ögon och yppiga, lätt slutna läppar. Ansiktet i sin helhet ger uttryck av barnslighet och oskuld, men andas på samma gång en smula sentimentalitet. Antinous framställdes vanligen med attribut som annars tillhörde olika gudar, som Bacchus, Apollon och Herkules, och man fortsatte att dyrka honom ända in på 300-talet.
Berömda Antinous-bilder är en byst i Louvren, den kapitolinska stoden, den vatikanska kolossalbysten, den så kallade San Ildefonsogruppen som tillhört Drottning Kristina av Sverige, och reliefen i Villa Albani.

## Utmärkelser
Asteroiden 1863 Antinous är uppkallad efter honom. Även en stjärnbild uppkallades efter honom.